# الشيخ محمد مصطفى مصري العاملي

## الشيخ محمد مصطفى مصري العاملي
الشيخ محمد مصطفى مصري العاملي، رجل دين شيعي لبناني، وباحث ومؤلف. وُلد في جبل عامل بجنوب لبنان، وانتقل في بداية الألفية الثالثة إلى مدينة قم المقدسة في إيران، حيث واصل دراساته الدينية وتخصص في الحوزة العلمية.

## سيرته ومسيرته العلمية
درس الشيخ محمد مصطفى مصري العاملي على يد عدد من العلماء البارزين في الحوزة العلمية، منهم:
```
 
* آية الله العظمى الشيخ حسين الوحيد الخراساني
 * آية الله العظمى السيد محمد صادق الحسيني الروحاني
 * آية الله الشيخ مصطفى الهرندي
 * آية الله السيد أحمد المددي
 * آية الله السيد علي نقي الأردبيلي
```

وقد حاضر ودرّس في الحوزة العلمية، وشارك في عدد من المؤتمرات والندوات، مثل مؤتمر الإمام الحسين الدولي الخامس والسادس، وله محاضرات عديدة منها محاضرة في "مرفأ الكلمة للحوار الإسلامي والتأصيل" حول السيد شرف الدين وشيخ الأزهر.
كما نُشرت له أبحاث في مجلات علمية محكّمة، مثل بحث "مَذهبُ الثَّقَلَيْنِ في توحيدِ اللهِ وصفاتِهِ" في مجلة "هدى الثقلين".

## مؤلفاته
للشيخ محمد مصطفى مصري العاملي عدد من المؤلفات التي تتناول مواضيع دينية وفكرية متنوعة، منها:
- عرفان آل محمد عليهم السلام: يناقش هذا الكتاب مسائل العرفان ونظريات الفناء والاندكاك ووحدة الوجود من منظور المدرسة الشيعية.[3][4]

- الإلحاد في مَهَبِّ الرِّيح.[5][6]

- كتب الثالوث: (الثالوث والكتب المقدسة) (الثالوث صليب العقل) نشرت هذه الكتب في "مدرسة الإمام الحسين الدينية" التابعة للعتبة الحسينية المقدسة في كربلاء.[7]

- أنوار الإمامة: وهو كتاب يضم فوائد من أبحاث أستاذه المرجع الشيخ الوحيد الخراساني.[8]
- قَبَسَاتُ الهدى: وَقَفاتٌ مع فِكر الدُّكتور شَرِيعَتِي.
- الوَدِيعَةُ المَقهُورَة: فَاطِمَة بِنتُ مُحَمَّد عليها السلام.
- عَينُ الحَيَاة: عَليُّ بنُ أبي طالب عليه السلام.
- شَهيدُ الهُدى: الحُسَينُ بنُ عَليّ عليه السلام.

## مقالاته
تُنشر مقالاته في عدد من المواقع المستقلة، مثل موقع "كتابات في الميزان" ، وموقع "الوافي للتوثيق والدراسات" التابع للعتبة العباسية المقدسة.

## روابط خارجية
- * الموقع الرسمي للشيخ محمد مصطفى مصري العاملي.
- https://www.aliiman.net
- الشيخ محمد مصطفى مصري العاملي على يوتيوب.

https://www.youtube.com/@aliiman-net
1. ↑  "محاضرة بين السيد شرف الدين وشيخ الأزهر". مرفأ الكلمة للحوار الإسلامي. اطلع عليه بتاريخ 2025-08-19.
2. ↑  "مجلة هدى الثقلين". المجلات العراقية الأكاديمية للوصول المفتوح. اطلع عليه بتاريخ 2025-08-19.
3. ↑  "تقييم لكتاب عرفان آل محمد". القطرة. اطلع عليه بتاريخ 2025-08-19.
4. ↑  "كتاب عرفان آل محمد". مكتبة نور الإلكترونية. اطلع عليه بتاريخ 2025-08-19.
5. ↑  "كتاب الإلحاد في مهب الريح". جداريات. اطلع عليه بتاريخ 2025-08-19.
6. ↑  "كتاب الإلحاد في مهب الريح". نيل وفرات. اطلع عليه بتاريخ 2025-08-19.
7. ↑  "كتب الثالوث". موقع العتبة الحسينية المقدسة. اطلع عليه بتاريخ 2025-08-19.
8. ↑  "كتاب أنوار الإمامة". كتابات. اطلع عليه بتاريخ 2025-08-19.
9. ↑  "صفحة المؤلف على موقع كتابات". موقع كتابات في الميزان. اطلع عليه بتاريخ 2025-08-19.
10. ↑  "صفحة المؤلف على موقع الوافي". الوافي للتوثيق والدراسات. اطلع عليه بتاريخ 2025-08-19.